# Міалгія
Міалгія (М'язовий біль, інколи міопатоз) — в медицині симптом, який супроводжується больовими відчуттями різного характеру та генезу у м'язах.
Одне із трьох найпоширеніших проявів захворювань м'язів: міалгія, міозит, міофасцикуліт.

## Причини
- Перенавантаження
- Травми:
  - ушкодження
  - розтягнення
- Різноманітні захворювання:
  - інфекційні
  - автоімунні
  - спадкові аномалії
- Інтоксикація:
  - медикаментозна

## Лікування
Принцип полягає у лікуванні основного захворювання, що усуває цей симптом або істотно зменшує його прояви.
Загальні принципи симптоматичного лікування передбачають відпочинок, застосування тепла, знеболювальні медикаменти, НСПЗ, міорелаксанти, масаж, електрофорез з місцевими анестетиками.